# ATP Сарагоса
ATP Сарагоса (на английски: ATP Zaragoza) е професионален тенис турнир. 

## История
ATP Сарагоса е мъжки тенис турнир, който се провежда в Сарагоса, Испания. Играе се на закрити кортове с килим в зала в "Pabellón Príncipe Felipe". Турнирът е част от ATP Тур през 1993 г. и 1994 г. Преди това се е провеждал Чалънджър на клей кортове в "Real Zaragoza Club de Tenis" от 1984 г.

## Финали
| Година | Шампион       | Финалист      | Резултат            |
| ------ | ------------- | ------------- | ------------------- |
| 1994   | Магнус Ларсон | Ларс Реман    | 6 – 4, 6 – 4        |
| 1993   | Карел Новачек | Йонас Свенсон | 3 – 6, 6 – 2, 6 – 1 |